# Roberto Dietrich
Roberto Dietrich (ur. 9 czerwca 1964 w Cisnădie) – rumuński polityk i ekonomista, deputowany do Parlamentu Europejskiego VII kadencji (2014).

## Życiorys
Z zawodu ekonomista, pracował w różnych przedsiębiorstwach, m.in. jako dyrektor. Działał w samorządzie miejskim w rodzinnej miejscowości. W wyborach europejskich w 2009 bez powodzenia kandydował z listy Partii Narodowo-Liberalnej. Mandat eurodeputowanego objął w czerwcu 2014 na niespełna trzy tygodnie przed końcem kadencji, zastępując Ovidiu Silaghiego. Formalnie został członkiem Porozumienia Liberałów i Demokratów na rzecz Europy.